# Octopus wolfi
Il polpo pigmeo (Octopus wolfi (Wülker, 1913)) è un mollusco cefalopode della famiglia Octopodidae.

## Descrizione
È la specie più piccola di polpo conosciuta: la sua lunghezza è inferiore a 2,5 cm e il suo peso ad 1 g.

## Distribuzione e habitat
La specie è diffusa nell'oceano Indo-Pacifico, dal Mar Rosso alla Polinesia, ad una profondità compresa tra 0 e 30 m.